# John Donald Hamill Stewart
Pour les articles homonymes, voir John Stewart et Stewart.
John Donald Hamill Stewart, né le 15 octobre 1845 et mort au Soudan le 18 septembre 1884, est un officier britannique.

## Biographie

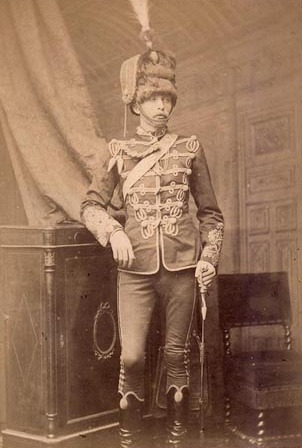
Photographie du colonel Stewart par Alexander Bassano.

John Donald Stewart est le fils de Marion Elizabeth Hudson et de John Thomas Stewart, esquire, propriétaire du manoir de Ballyatwood, dans le comté de Down, hérité de la famille Hamill. En 1865, les Stewart changent leur patronyme en Hamill-Stewart.
Après avoir commencé ses études à Cheltenham, John Donald poursuit sa formation au collège militaire royal de Sandhurst. Entré comme cornette au 11e régiment de hussards le 10 octobre 1865, il accède au grade de lieutenant-colonel le 1er juillet 1871.
En avril 1879, il est nommé vice-consul en Asie Mineure.
En 1882, à l'occasion de la Guerre anglo-égyptienne, il rend un rapport sur les prisons de Tanta.
En octobre de la même année, grâce à la recommandation de sir Charles Wilson, le colonel Stewart est chargé d'un rapport sur la situation au Soudan, alors en proie à la révolte des adeptes du Mahdi contre le khédivat d'Égypte. Arrivé à Berber en décembre, Stewart se rend à Khartoum le 16 du même mois. Outre un rapport sur l'attitude des populations et les causes de la rébellion mahdiste ainsi que plusieurs autres communications sur les opérations militaires, il rédige également un rapport complet sur la ville de Khartoum. Sa mission terminée, il repart au Caire le 8 mars 1883.
Au début de l'année 1884, le colonel retourne avec le général Gordon à Khartoum afin d'en évacuer les ressortissants européens ainsi que les soldats et civils restés loyaux au khédive. 

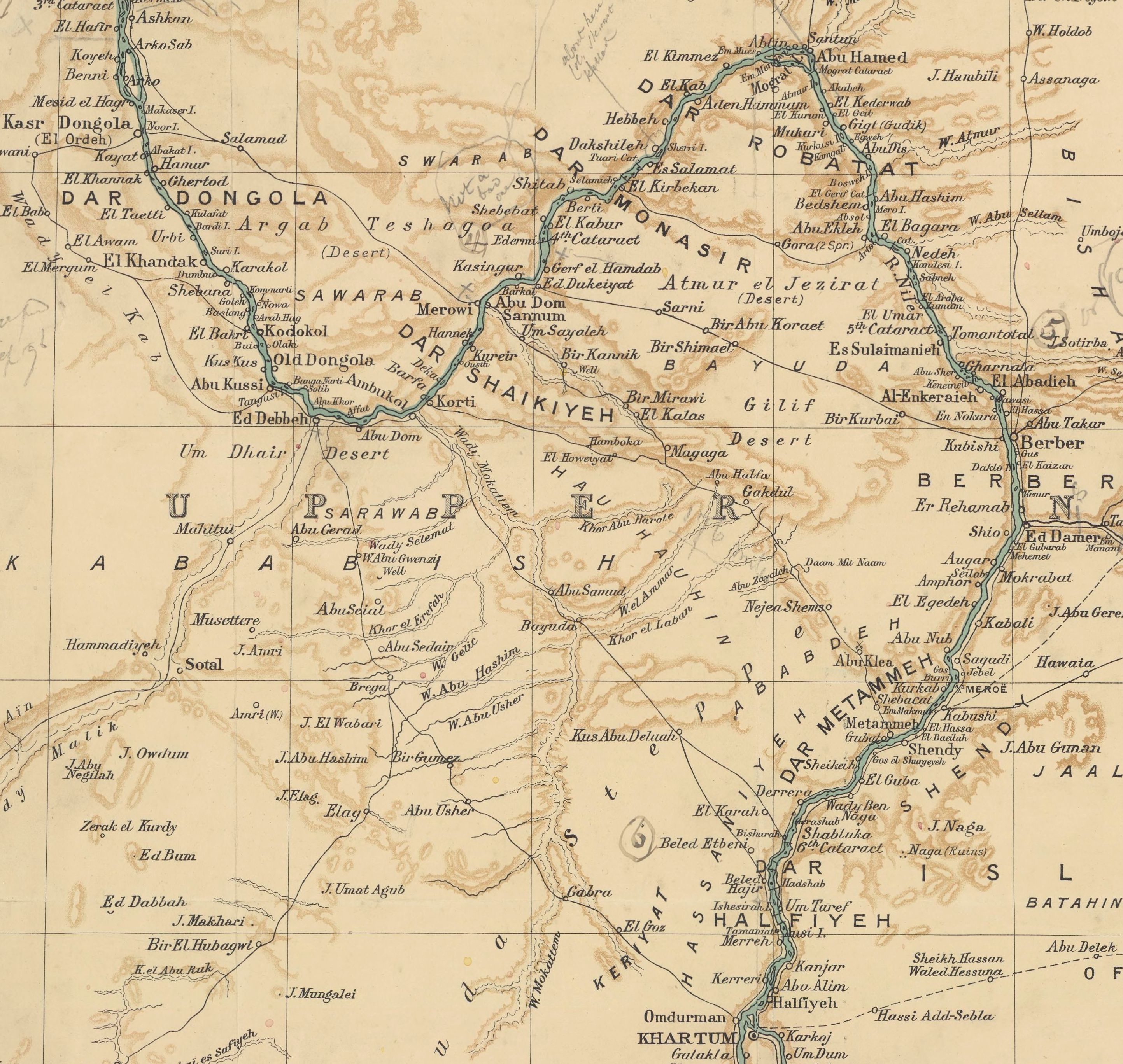
Détail d'une carte montrant le Nil entre Khartoum et Dongola. Tout au Nord, une mention manuscrite au crayon indique l'endroit où le colonel Stewart a été tué.

Blessé au bras depuis le 25 mai, Stewart a cependant des scrupules à quitter la ville assiégée en y abandonnant son compatriote Gordon. Ce dernier lui répond au contraire qu'il lui rendrait service en aidant l'évacuation des agents consulaires français et britannique, Léon Herbin et Frank Power, et en communiquant les informations du siège grâce au télégraphe de Dongola.
Accompagné des deux agents consulaires et de quelques mercenaires grecs, Stewart embarque ainsi sur un bateau à vapeur, l’Abbas afin de descendre le Nil vers sa destination. Escorté jusqu'à Berber (Gordon ayant estimé le trajet hors de danger en aval de ce lieu) par deux autres bateaux , le Safia et le Mansourah, le steamer lève l'ancre dans la nuit du 9 au 10 septembre. En raison de l'inexpérience du pilote et du commandant, il touche aussitôt la côte, ce qui abîme la roue à aubes. Le 11, il s'échoue sur un banc de vase avant de parvenir à se dégager et à poursuivre sa route, traversant la sixième cataracte puis essuyant quelques coups de feu le lendemain devant Metammeh et Chendi.

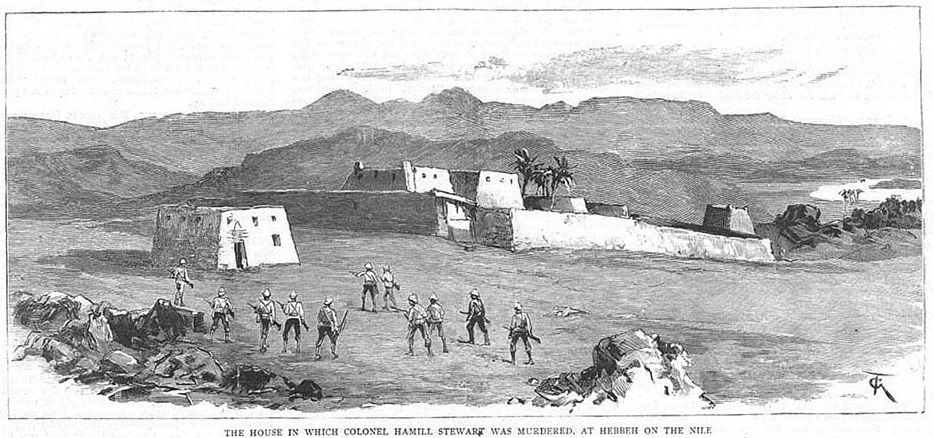
Gravure de 1885 représentant la maison d'Hebbeh où Stewart a été assassiné.

Le 18 septembre, soit trois jours après avoir dépassé Berber, l’Abbas s'échoue une nouvelle fois en aval d'Abu Hamad, entre Hebbeh et Salamat, en plein territoire Manassir (tribu des environs de la quatrième cataracte). Stewart parlemente alors avec le cheikh local, Suleiman, et cherche à acquérir des chameaux afin de rejoindre Merowe (en) par le désert. Rassurés par leurs premiers contacts avec les indigènes, les Européens tombent dans une embuscade et sont massacrés.
Le rôle du colonel Stewart a été interprété par l'acteur Richard Johnson dans le film consacré au siège de Khartoum (1966).
Le colonel Stewart ne doit pas être confondu avec un autre officier britannique mort pendant la Guerre des mahdistes, le général Herbert Stewart (en) (1843-1885).